# Acciano

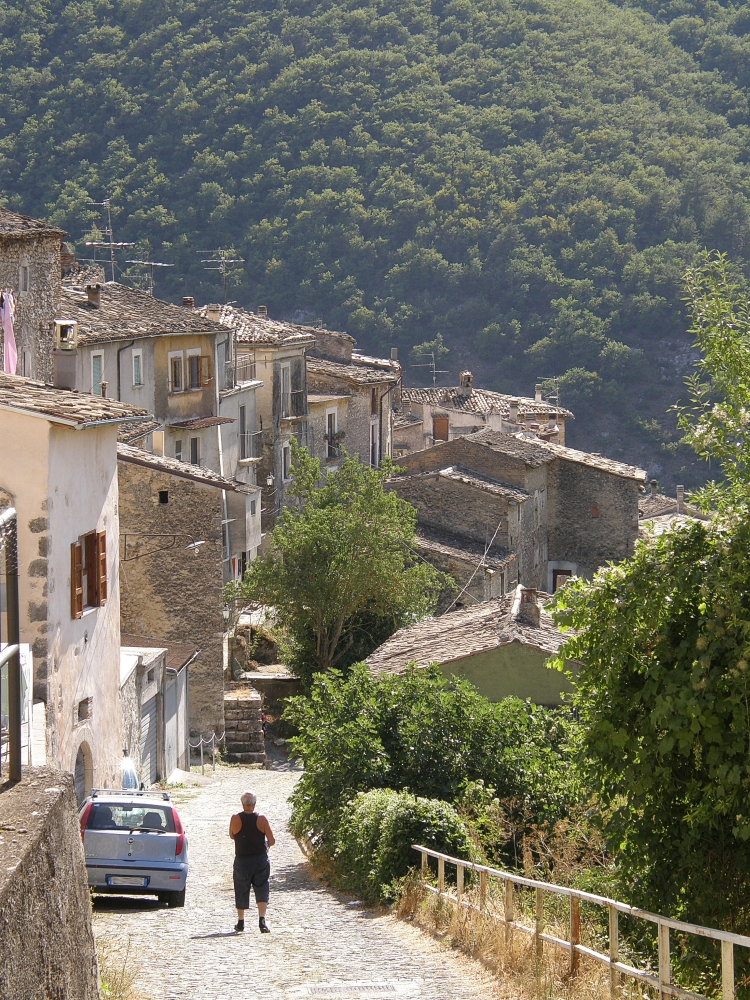
Acciano

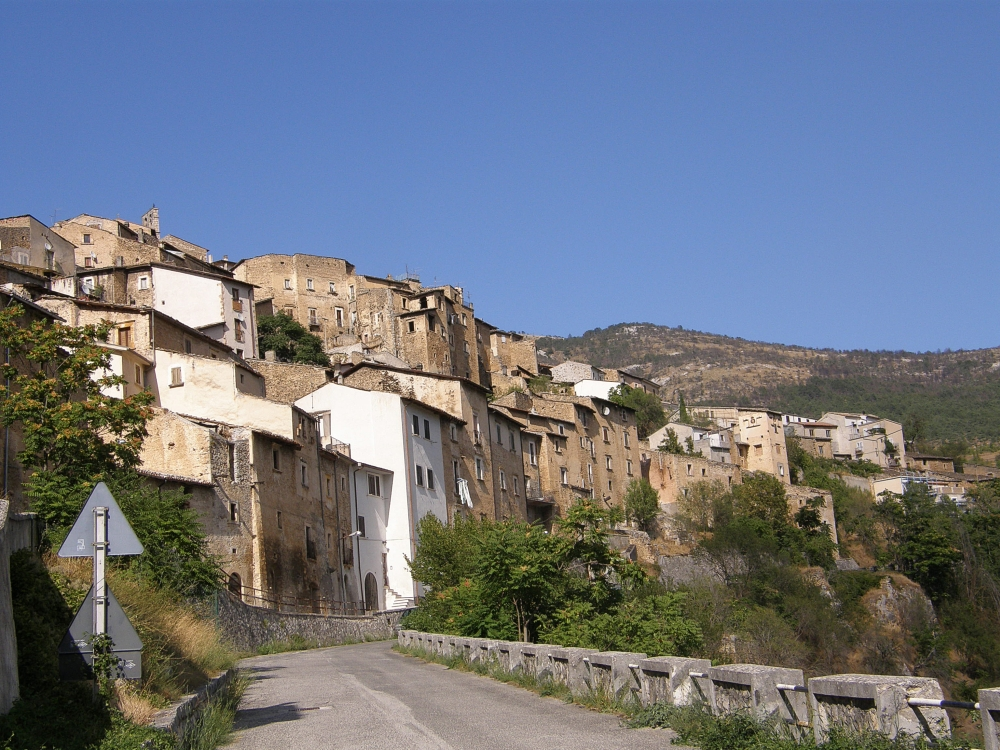
Acciano

Acciano ist eine italienische Gemeinde mit 256 Einwohnern (Stand 31. Dezember 2023) in der Provinz L’Aquila in den Abruzzen. Sie liegt 152 Kilometer südöstlich von Rom und 39 Kilometer südöstlich von L’Aquila.

## Geographie
Acciano liegt auf einem Hügel über dem Tal des Aterno am Rande des Monte Sirente. Das Gemeindegebiet gehört zum Regionalpark Sirente-Velino.
Acciano ist Mitglied der Comunità Montana Sirentina.
Zur Gemeinde gehören die Ortsteile Beffi, Roccapreturo, San Lorenzo und Succiano.
Die Nachbarorte sind Caporciano, Molina Aterno, Navelli, San Benedetto in Perillis, Secinaro und Tione degli Abruzzi.

### Verkehr
Acciano ist über die Strada Stadale SS 261 Subequana an das Fernstraßennetz angeschlossen.
Mit den Bahnhöfen Acciano und Beffi liegt die Gemeinde an der Bahnstrecke L’Aquila – Sulmona.

## Geschichte
In der Völkerwanderungszeit im 7. Jahrhundert wurden im Gemeindegebiet die befestigten Dörfer Beffi und San Lorenzo gegründet. Noch heute sind die Befestigungen der Orte zu besichtigen.

## Bevölkerungsentwicklung
| Jahr      | 1861 | 1881 | 1901 | 1921 | 1936 | 1951 | 1971 | 1991 | 2001 |
| --------- | ---- | ---- | ---- | ---- | ---- | ---- | ---- | ---- | ---- |
| Einwohner | 2098 | 2228 | 2317 | 2179 | 1906 | 1703 | 991  | 538  | 401  |

Quelle: ISTAT

## Politik
Americo Di Benedetto (Bürgerliste) wurde im Juni 2004 zum Bürgermeister gewählt.

## Weinbau
In der Gemeinde werden Reben der Sorte Montepulciano für den DOC-Wein Montepulciano d’Abruzzo angebaut.